# Tricholoma umbonatum
Espèce
Synonymes
- Tricholoma spermaticum f. umbonatum J.E. Lange, 1935[1]

Tricholoma umbonatum, est une espèce de champignons (Fungi) Basidiomycètes du genre Tricholoma. Il produit un sporophore de taille moyenne muni d'un chapeau blanchâtre à olivacé pâle orné d'un umbo aigu bien marqué. Ses lames blanc jaunissant dégagent une odeur farinée fruitée. Deux formes semblent exister : une au pied profondément raciné et une autre au chapeau fibrilleux. Cette espèce européenne rare forme des ectomycorhizes avec le Hêtre sur sols calcaires,.
Sous ses couleurs blanches, T. umbonatum peut être confondu avec T. columbetta qui s'en distingue par son biotope non calcaire, son chapeau plus blanc à l'umbo moins proéminent et ses lames moins serrées à l'odeur farineuse plus forte. Sous ses couleurs jaune olivacé, T. umbonatum est proche de T. sejunctum qui se différencie par son biotope également sous conifères, son chapeau moins mamelonné plus sombre et ses lames moins fruitées,.